# Что-то не так с Кевином
«Что-то не так с Кевином» (англ. We Need to Talk About Kevin, дословно — «Нам нужно поговорить о Кевине») — драматический фильм режиссёра Линн Рэмси, вышедший на экраны в 2011 году. Экранизация одноимённого романа 2003 года Лайонел Шрайвер, переведённого в России под названием «Цена нелюбви».
Фильм был положительно воспринят большинством мировых кинокритиков, а на Каннском кинофестивале удостоился 10-минутных аплодисментов стоя. Исполнительница главной роли Тильда Суинтон за актёрскую работу в ленте была вознаграждена номинациями на премии «Золотой глобус» и BAFTA, но, вопреки предсказаниям аналитиков, не вошла в шорт-лист претендентов на «Оскар».

## Сюжет
Триумф Рэмси, подкреплённый потрясающей игрой актеров. Однако смотреть этот фильм очень тяжело. Мы гарантируем, что он надолго лишит вас покоя и, вполне вероятно, заставит пересмотреть свои взгляды на то, какими должны быть родители.
Ева Хачадурян (Тильда Суинтон), когда-то успешная писательница в жанре путевого очерка, пытается оправиться и жить прежней жизнью после ужасающего преступления, которое совершил её 15-летний сын Кевин (Эзра Миллер). Неподалёку от тюрьмы, где сидит сын, Ева работает в небольшом туристическом агентстве. Дома она пытается вспомнить, что упустила во время периода подрастания непутёвого сына, и ответить на вопрос, что заставило его совершить подобное. Её воспоминания показываются при помощи флэшбеков.
Кевин с самого детства рос не таким, как другие дети. Будучи младенцем, он без остановки плакал, в 3 года почти не разговаривал и отказывался выполнять просьбы матери. Когда Ева делает попытки поговорить с мужем Фрэнклином (Джон Рейли) о поведении мальчика, тот отнекивается и находит оправдания его поступкам. Спустя несколько лет у супругов рождается дочь Селия (Эшли Герасимович). Младшая сестра растёт и развивается как нормальный ребёнок её возраста, что резко контрастирует с поведением и развитием Кевина.
Войдя в переходный возраст, Кевин, наконец, находит едва ли не единственное увлечение в жизни: стрельбу из лука. Романы о Робин Гуде становятся его настольными книгами. Фрэнклин обучает сына искусству стрельбы и дарит на очередное Рождество настоящий спортивный лук с металлическими стрелами. За три дня до наступления 16-летия Кевин убивает из лука отца и сестру и отправляется в свою школу, где учиняет кровавую расправу над учениками и учителями в спортивном зале, доступ в который он предварительно закрыл заранее купленными замками. Встревоженной матери сообщают о происшествии в школе, куда она приезжает до того, как полицейские смогли попасть внутрь. Ева узнаёт замок на двери школы, и зритель понимает, что Кевин заранее спланировал своё преступление. Замок срезают, и в дверях появляется Кевин, которого сразу арестовывают и увозят в полицейской машине. Из машины Кевин смотрит на мать.
В финале картины Ева навещает сына в тюрьме, где задаёт ему всего лишь один вопрос: «Почему?», на что он отвечает, что когда-то он знал, почему, но теперь уже не уверен. Ева обнимает его и уходит.

## В ролях
- Тильда Суинтон — Ева Хачадурян
- Джон К. Рейли — Фрэнклин
- Эзра Миллер — Кевин, в подростковом возрасте
- Джаспер Ньюэлл — Кевин, в возрасте 6-8 лет
- Рок Дьюр — Кевин, в возрасте 3 лет
- Эшли Герасимович — Селия
- Шивон Фэллон — Ванда
- Алекс Манетт — Колин

## Награды и номинации
- 2011 — участие в основном конкурсе Каннского кинофестиваля.
- 2011 — приз зрительских симпатий Гентского кинофестиваля (Линн Рэмси).
- 2011 — приз за лучший фильм на Лондонском кинофестивале (Линн Рэмси).
- 2011 — Премия британского независимого кино за лучшую режиссуру (Линн Рэмси), а также 5 номинаций: лучший британский независимый фильм, лучший сценарий (Линн Рэмси, Рори Киннэр), лучшая актриса (Тильда Суинтон), лучший актёр второго плана (Эзра Миллер), лучшее техническое достижение (Шеймас Макгарви за операторскую работу).
- 2011 — премия European Film Awards за лучшую женскую роль (Тильда Суинтон).
- 2011 — два приза Национального совета кинокритиков США: лучшая актриса (Тильда Суинтон), лучший независимый фильм.
- 2012 — три номинации на премию BAFTA: лучший британский фильм, лучший режиссёр (Линн Рэмси), лучшая актриса (Тильда Суинтон).
- 2012 — номинация на премию «Золотой глобус» за лучшую женскую роль — драма (Тильда Суинтон).
- 2012 — номинация на премию Гильдии киноактеров США за лучшую женскую роль (Тильда Суинтон).
- 2012 — 4 номинации на премию Австралийского киноинститута: лучший фильм, лучший режиссёр (Линн Рэмси), лучший сценарий (Линн Рэмси, Рори Киннэр), лучшая актриса (Тильда Суинтон).